# Прахова (річка)
Прахова(рум. Prahova) — річка в Румунії, у повітах Брашов, Прахова, Яломіца. Ліва притока Яломіци (басейн Чорного моря).

## Опис
Довжина річки 193 км, найкоротша відстань між витоком і гирлом — 114,32 км, коефіцієнт звивистості річки — 1,69 . Площа басейну водозбору 3738 км².

## Розташування
Бере початок у гірському масиві Бучеджі у місті Предял повіту Брашов. Тече переважно на південний схід і на північно-східній околиці села Дріду впадає у річку Яломіцу, ліву притоку Дунаю.
Притоки: Азуга (рум. Azuga), Валя Фетей (рум. Valea Fetei), Дофтана (рум. Doftana), Теляжен (рум. Teleajen) (ліві).
Основні населені пункти вздовж берегової смуги від витоку до гирла: Азуга, Буштень, Поляна-Цапулуй, Сіная, Посада, Кимпіна, Стенчешть, П'ятра, Пішкулешть, Радулешть, Патру-Фраць.

## Цікаві факти
- На західній стороні від витоку річки на відстані приблизно 15 км розташований Замок Бран або Замок Дракули.